# Super League 2021-2022 (calcio femminile Belgio)
L'edizione 2021-2022, ufficialmente Scooore Super League 2021-2022 per ragioni di sponsorizzazione, è stata la settima della Super League, la massima serie del campionato belga femminile di calcio. Il torneo ha preso il via il 20 agosto 2021 e si è concluso il 15 maggio 2022.
Il campionato è stato vinto dall'Anderlecht per la quinta volta consecutiva, nonché nono titolo di campione belga.

## Stagione

### Novità
Il numero di squadre partecipanti è rimasto inalterato, nonostante fosse stato paventato un incremento a 12. Infatti, nonostante le prime due classificate della Division 1, Eva's Tienen e FC Kontich avessero ottenuto la licenza di partecipazione alla Super League, non erano stati soddisfatti i criteri sportivi visto il basso numero di partite da loro disputate nella stagione precedente, a causa della pandemia di COVID-19.

### Formato
Il formato del campionato è rimasto inalterato, venendo articolato su due fasi. Nel corso della prima fase le dieci squadre partecipanti si affrontano in un girone all'italiana con partite di andata e ritorno per un totale di 18 giornate. Le prime cinque classificate accedevano al Play-off 1 per l'assegnazione del titolo di campione del Belgio, mentre le ultime cinque classificate accedono al Play-off 2 per la definizione dei piazzamenti dal sesto al decimo posto. Nel passaggio dalla prima alla seconda fase ciascuna squadra porta con sé metà dei punti conquistati nella prima fase, con eventuale arrotondamento per eccesso. In entrambi i gironi della seconda fase le squadre si affrontano in un girone all'italiana con partite di andata e ritorno per un totale di altre 8 giornate. Al termine del Play-off 1, la prima classificata viene dichiarata campione del Belgio ed ammessa alla UEFA Women's Champions League della stagione successiva. Non sono previste retrocessioni, ma la partecipazione è regolata sul sistema delle licenze.

## Squadre partecipanti
| Club              | Città                | Stadio                             | Stagione precedente       |
| ----------------- | -------------------- | ---------------------------------- | ------------------------- |
| Anderlecht        | Anderlecht           | Centro sportivo federale di Tubize | 1º posto in Super League  |
| Charleroi         | Charleroi            | Complesso sportivo di Marcinelle   | 9º posto in Super League  |
| Club YLA          | Bruges               | Stadio Jan Breydel, campo T4       | 5º posto in Super League  |
| Eendracht Aalst   | Aalst                | JeugdComplex Zandberg              | 7º posto in Super League  |
| Genk              | Genk                 | Luminus Arena, campo B             | 6º posto in Super League  |
| Gent              | Gand                 | Stadio PGB                         | 3º posto in Super League  |
| OH Lovanio        | Lovanio              | Stadio comunale di Oud-Heverlee    | 2º posto in Super League  |
| Standard Liegi    | Liegi                | Accademia Robert Louis-Dreyfus     | 4º posto in Super League  |
| White Star Woluwé | Woluwe-Saint-Lambert | Stadio Fallon                      | 10º posto in Super League |
| Zulte Waregem     | Waregem              | Stadio comunale di Zulte           | 8º posto in Super League  |

## Stagione regolare

### Classifica finale
|  | Pos. | Squadra           | Pt | G  | V  | N | P  | GF | GS | DR  |
|  | ---- | ----------------- | -- | -- | -- | - | -- | -- | -- | --- |
|  | 1.   | Anderlecht        | 45 | 18 | 15 | 0 | 3  | 61 | 15 | +46 |
|  | 2.   | OH Lovanio        | 44 | 18 | 14 | 2 | 2  | 53 | 10 | +43 |
|  | 3.   | Standard Liegi    | 36 | 18 | 11 | 3 | 4  | 39 | 29 | +10 |
|  | 4.   | Club YLA          | 35 | 18 | 11 | 2 | 5  | 41 | 21 | +20 |
|  | 5.   | Genk              | 30 | 18 | 9  | 3 | 6  | 36 | 25 | +11 |
|  | 6.   | Gent              | 29 | 18 | 9  | 2 | 7  | 36 | 20 | +16 |
|  | 7.   | Zulte Waregem     | 22 | 18 | 7  | 1 | 10 | 23 | 29 | -6  |
|  | 8.   | Charleroi         | 9  | 18 | 3  | 0 | 15 | 16 | 64 | -48 |
|  | 9.   | White Star Woluwé | 7  | 18 | 2  | 1 | 15 | 16 | 65 | -49 |
|  | 10.  | Eendracht Aalst   | 6  | 18 | 2  | 0 | 16 | 17 | 60 | -43 |

Legenda:
      Ammessa al girone per il titolo.
      Ammessa al girone per i piazzamenti.
Regolamento:
Tre punti a vittoria, uno a pareggio, zero a sconfitta.

### Risultati
|                   | And  | Cha  | Clu  | Een  | Gnk  | Gnt  | OHL  | Sta  | WSW  | Zul  |
| ----------------- | ---- | ---- | ---- | ---- | ---- | ---- | ---- | ---- | ---- | ---- |
| Anderlecht        | –––– | 7-0  | 3-1  | 4-1  | 6-1  | 4-0  | 0-1  | 4-1  | 9-2  | 2-1  |
| Charleroi         | 0-2  | –––– | 0-3  | 2-0  | 0-4  | 0-3  | 2-8  | 2-3  | 4-2  | 0-2  |
| Club YLA          | 2-1  | 8-0  | –––– | 5-0  | 1-0  | 0-3  | 0-0  | 4-1  | 3-1  | 2-1  |
| Eendracht Aalst   | 0-5  | 2-3  | 1-4  | –––– | 0-4  | 1-4  | 0-1  | 1-3  | 2-3  | 0-1  |
| Genk              | 1-2  | 7-1  | 2-0  | 2-1  | –––– | 1-1  | 2-1  | 1-4  | 7-1  | 1-1  |
| Gent              | 0-1  | 3-0  | 3-1  | 7-2  | 0-1  | –––– | 0-1  | 0-2  | 5-1  | 2-0  |
| OH Lovanio        | 3-2  | 1-0  | 3-0  | 7-0  | 2-0  | 0-2  | –––– | 1-1  | 7-0  | 5-1  |
| Standard Liegi    | 0-2  | 3-1  | 2-2  | 4-2  | 1-1  | 3-2  | 0-4  | –––– | 4-1  | 2-0  |
| White Star Woluwe | 0-3  | 3-1  | 0-2  | 0-1  | 0-1  | 1-1  | 0-6  | 0-3  | –––– | 1-3  |
| Zulte Waregem     | 1-4  | 3-0  | 0-3  | 1-3  | 3-0  | 1-0  | 0-2  | 1-2  | 3-0  | –––– |

## Play-off 1

### Classifica finale
|  | Pos. | Squadra        | Pt | G | V | N | P | GF | GS | DR  |
|  | ---- | -------------- | -- | - | - | - | - | -- | -- | --- |
|  | 1.   | Anderlecht     | 44 | 8 | 7 | 0 | 1 | 22 | 5  | +17 |
|  | 2.   | OH Lovanio     | 36 | 8 | 4 | 2 | 2 | 23 | 10 | +13 |
|  | 3.   | Standard Liegi | 29 | 8 | 3 | 2 | 3 | 12 | 15 | -3  |
|  | 4.   | Genk           | 22 | 8 | 1 | 4 | 3 | 7  | 14 | -7  |
|  | 5.   | Club YLA       | 20 | 8 | 0 | 2 | 6 | 5  | 25 | -20 |

Legenda:
      Campione del Belgio e ammessa alla UEFA Women's Champions League 2022-2023.
Regolamento:
Tre punti a vittoria, uno a pareggio, zero a sconfitta.
Punti portati dalla stagione regolare:
- Anderlecht 23 punti
- OH Lovanio 22 punti
- Standard Liegi 18 punti
- Club YLA 18 punti
- Genk 15 punti

### Risultati
|                | And  | Clu  | Gnk  | OHL  | Sta  |
| -------------- | ---- | ---- | ---- | ---- | ---- |
| Anderlecht     | –––– | 4-2  | 2-1  | 4-1  | 2-0  |
| Club YLA       | 0-3  | –––– | 1-1  | 0-6  | 1-2  |
| Genk           | 0-6  | 0-0  | –––– | 1-4  | 3-0  |
| OH Lovanio     | 0-1  | 5-0  | 0-0  | –––– | 5-2  |
| Standard Liegi | 1-0  | 4-1  | 1-1  | 2-2  | –––– |

## Play-off 2

### Classifica finale
|  | Pos. | Squadra           | Pt | G | V | N | P | GF | GS | DR  |
|  | ---- | ----------------- | -- | - | - | - | - | -- | -- | --- |
|  | 6.   | Gent              | 39 | 8 | 8 | 0 | 0 | 34 | 2  | +32 |
|  | 7.   | Zulte Waregem     | 26 | 8 | 5 | 0 | 3 | 18 | 8  | +10 |
|  | 8.   | Eendracht Aalst   | 16 | 8 | 4 | 1 | 3 | 11 | 11 | 0   |
|  | 9.   | White Star Woluwé | 10 | 8 | 2 | 0 | 6 | 5  | 24 | -19 |
|  | 10.  | Charleroi         | 6  | 8 | 0 | 1 | 7 | 1  | 24 | -23 |

Regolamento:
Tre punti a vittoria, uno a pareggio, zero a sconfitta.
Punti portati dalla stagione regolare:
- Gent 15 punti
- Zulte Waregem 11 punti
- Charleroi 5 punti
- White Star Woluwe 4 punti
- Eendracht Aalst 3 punti

### Risultati
|                   | Cha  | Een  | Gnt  | WSW  | Zul  |
| ----------------- | ---- | ---- | ---- | ---- | ---- |
| Charleroi         | –––– | 0-4  | 0-5  | 1-2  | 0-2  |
| Eendracht Aalst   | 0-0  | –––– | 0-2  | 2-1  | 2-1  |
| Gent              | 6-0  | 4-1  | –––– | 9-0  | 4-0  |
| White Star Woluwe | 1-0  | 1-2  | 0-2  | –––– | 0-1  |
| Zulte Waregem     | 4-0  | 2-0  | 1-2  | 7-0  | –––– |